# Yevhen Braslavets
Yevhen Braslavets (Dnipropetrovsk, 11 de setembro de 1972) é um velejador ucraniano. 

## Carreira
Yevhen Braslavets representou seu país nos Jogos Olímpicos de 1996 e 2000, na qual conquistou a medalha de ouro classe 470 em 1996. 